# Sudwalde
Sudwalde er en kommune i amtet ("Samtgemeinde") Schwaförden i Landkreis Diepholz i den tyske delstat Niedersachsen som ligger syd for Naturpark Wildeshauser Geest omkring midt mellem Bremen og Osnabrück. Kommunen ligger i kildeområdet til floden Hache.